# Râul Porcu, Roșia
Râul Porcu este un curs de apă, afluent al râului Roșia. 

## Hărți
- Munții Pădurea Craiului  Arhivat în 16 ianuarie 2010, la Wayback Machine.
- Harta interactivă Munții Pădurea Craiului
- Harta munții Apuseni